# Black Sturgeon River, Kenora District
Black Sturgeon River är ett vattendrag i Kanada.   Det ligger i provinsen Ontario, i den sydöstra delen av landet, 1 500 km väster om huvudstaden Ottawa.
I omgivningarna runt Black Sturgeon River växer i huvudsak blandskog. Runt Black Sturgeon River är det mycket glesbefolkat, med 2 invånare per kvadratkilometer.